# Anders Göthberg
Anders Willy Göthberg, född 9 oktober 1975, död 30 mars 2008 i Stockholm, var en svensk musiker (gitarrist). Göthberg var mest känd som gitarrist i indiepopbandet Broder Daniel men spelade även i Honey Is Cool. Han blev också senare tillägnad låten "Hold on to Your Dreams" som vännen och tidigare bandkollegan Henrik Berggren framförde på Way Out West 2008.
Sin sista tid bodde Göthberg i Stockholm och han lämnade efter sig en son, som han hade med Paola Bruna. Göthberg spelade fotboll i Mossens BK och arbetade inom IT-branschen. Anders Göthberg begick självmord den 30 mars 2008 genom att hoppa från Västerbron i Stockholm. Han är begravd på Västra kyrkogården i Göteborg.